# Калце (Кршко)
Калце (словен. Kalce) — поселення в общині Кршко, Споднєпосавський регіон, Словенія. Висота над рівнем моря: 428,3 м.